# Friedrich von Erckert

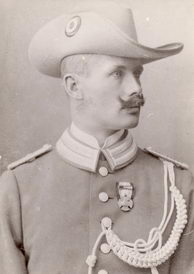
Friedrich von Erckert als Schutztruppenoffizier

Johannes Felix Friedrich von Erckert (* 30. Dezember 1869 in Bromberg; † 16. März 1908 bei Seatsub, Betschuanaland, heute Botswana) war ein deutscher Offizier der Kaiserlichen Schutztruppe. Wegen der ersten nennenswerten Einführung von Dromedaren in das deutsche Militär gilt er als „Vater der Kamelreiter-Truppe“.

## Militärischer Werdegang
Friedrich von Erckert war der Sohn des preußischen Majors Otto Alfred Felix von Erckert und seiner Ehefrau Emma Friederike Caroline, geborene Trogschmidt.
Er wechselte 1886 vom Gymnasium Freienwalde zum Kadettenhaus Wahlstatt in Niederschlesien. Von 1886 bis 1889 besuchte er die Hauptkadettenanstalt Lichterfelde; gelegentlich absolvierte er Dienste am Hof als Page.
Am 22. März 1889 trat er als Sekondeleutnant in das Grenadier-Regiment „König Friedrich Wilhelm IV.“ (1. Pommersches) Nr. 2 der Preußischen Armee in Stettin ein.
Zum Aufbau der chilenischen Armee nach preußischem Muster wurde er vom 18. August 1895 bis 18. August 1897 dorthin als Ausbildungsoffizier („Instructor“) freigestellt.
Nach einer Bewerbung wurde er im November 1899 zur kaiserlichen Schutztruppe nach Deutsch-Südwestafrika einberufen. Im Mai 1900 wurde Erckert Distriktchef, später Bezirkshauptmann von Omaruru.
Nach Deutschland kehrte er am 12. Dezember 1902 zurück und trat dem Dienst im Braunschweigischen Infanterie-Regiment Nr. 92 an. Am 22. Mai 1904 wurde er zum Hauptmann und Kompaniechef der 2. Kompanie befördert.
Nach Beginn des Hererokriegs meldete er sich freiwillig zum Wiedereintritt in die Schutztruppe. Er wurde Führer der 12. Kompanie im 2. Feldregiment (IV. Bataillon) und nahm in der Folge an den Gefechten bei Narudas, Narus, Norechab und Hartebeestmund des Aufstands der Herero und Nama teil. Im April 1907 wurde er Kommandeur des Militärbezirkes Nord-Namaland. In dieser Funktion fiel ihm die Aufgabe zu, Simon Kooper, den letzten „Kaptein“ der nach ihm genannten „Simon-Kooper-Nama“, auch „Fransman-Nama“ oder (ǃKhara-khoen) unschädlich zu machen. Dieser führte von seinem Stützpunkt im britischen Betschuanaland Überfälle und Raubzüge gegen Einrichtungen in Deutsch-Südwestafrika aus.
Im Juni 1907 veröffentlichte Erckert eine Denkschrift mit dem Titel „Denkschrift über eine Unternehmung mit Kamelreiter-Einheiten gegen Simon Kopper in die Kalahari hinein“, die von Ludwig von Estorff, zu dieser Zeit Kommandeur der Schutztruppe in Deutsch-Südwestafrika, gutgeheißen wurde. Im Oktober 1907 begann Erckert folgerichtig mit der Ausbildung des Lehrpersonals für das Kamelreiten und der weiteren Vorbereitungen.

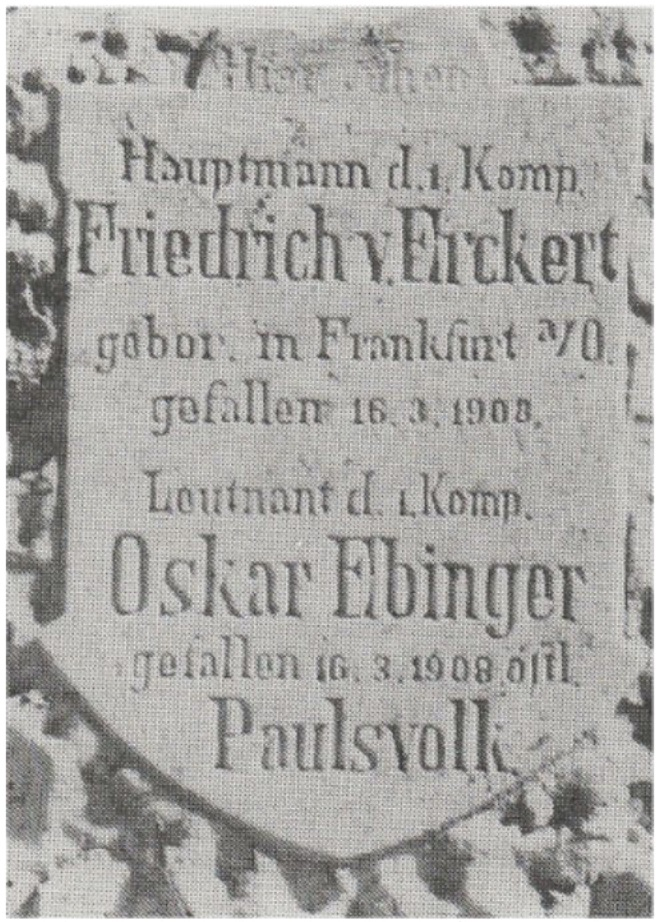
Grabstein Friedrich von Erckert und Oskar Elbinger auf dem Friedhof von Gochas

Erckert begann am 4. März 1908 mit dem Abmarsch. Insgesamt umfasste das Unternehmen über 150 Mann, über 700 Kamele und die entsprechende Versorgung, Bewaffnung, Munition etc. Beim Sturm auf Koopers Lager (auch „Werft“ genannt) am 16. März fiel Erckert durch einen Halsschuss als einer der ersten Deutschen. Einige Monate später wollte man seine Überreste bergen, um sie auf dem Friedhof von Gochas bei Mariental am Rand der Kalahari zu bestatten, doch die Suche nach der Grabstelle blieb erfolglos. Unter dem dortigen Grabstein befindet sich deshalb ein leeres Grab.

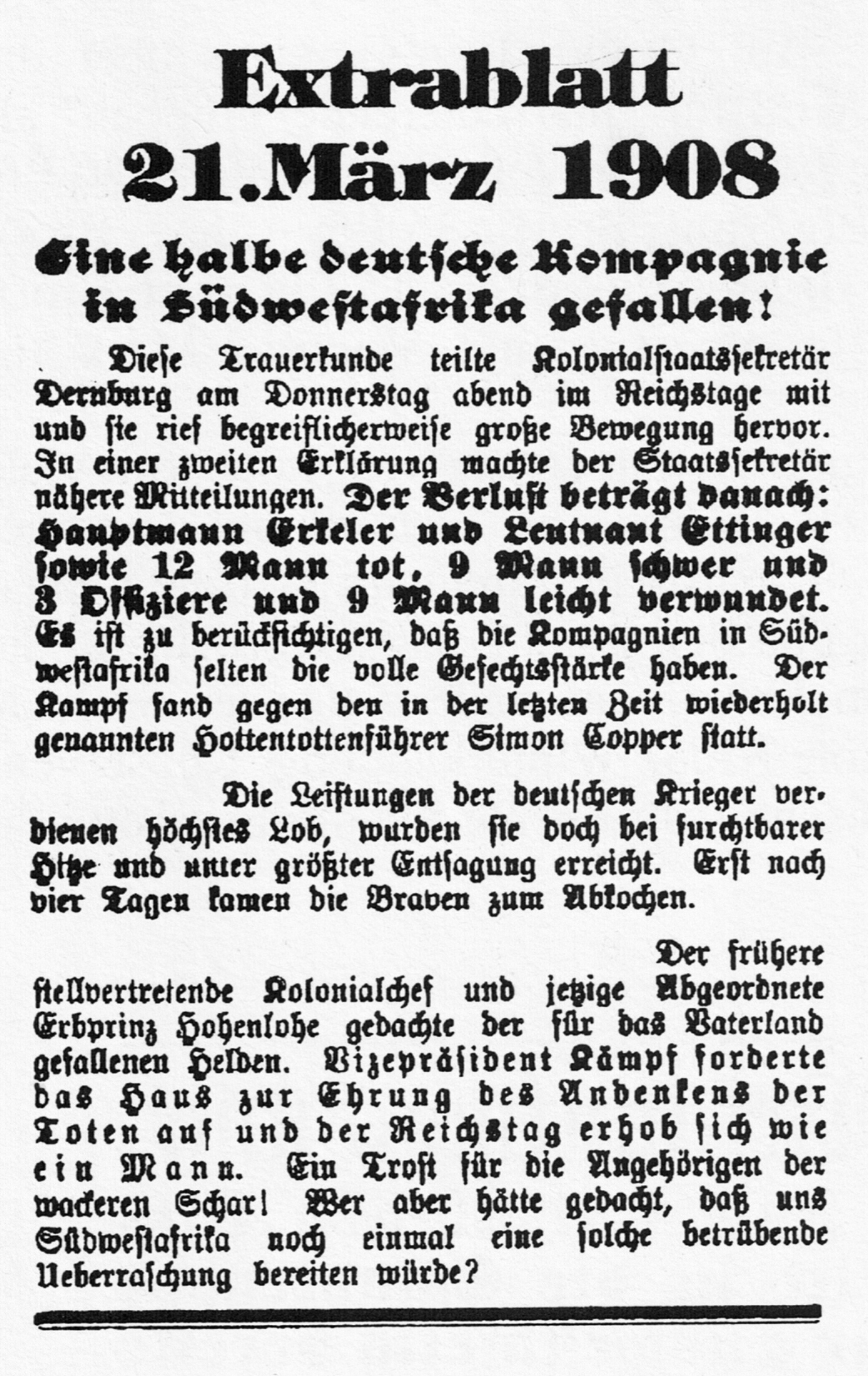
Extrablatt über die Verluste der Erckert Expedition im Kampf gegen Simon Kooper

## Auszeichnungen
- Chilenisches Erinnerungskreuz für deutsche Militärausbilder am 14. September 1897
- Roter Adler-Orden IV. Klasse mit Schwertern am 2. November 1905
- Ritterkreuz II. Klasse des Ordens Heinrichs des Löwen mit Schwertern am 5. Februar 1906
- Ritterkreuz I. Klasse des Friedrichs-Ordens mit Schwertern am 7. August 1907
- Südwestafrika-Denkmünze am 20. August 1907 mit Gefechtsspangen Oranje, Nurudas, Karas-Berge, Groß-Namaland und Kalahari 1908.

## Literarische Verarbeitung „Der Zug des Hauptmann von Erckert“
Der mit großer militärischer Gründlichkeit vorbereitete Feldzug gegen die sog. „Simon-Kooper-Hottentotten“ mit tragischem Ausgang wurde literarisch von Hans Grimm in seinem Roman Volk ohne Raum (1926) aufgearbeitet:
„Hauptmann von Erckert bekam den Auftrag, die letzten aufständischen „Hottentotten“ zu bekämpfen, die aus der Kalahari, von britischem Gebiet aus, immer wieder deutsche Siedlungen und Posten angriffen. Um die Gegner in die Wüste verfolgen und schlagen zu können, plant von Erckert seine Soldaten mit Kamelen auszustatten. Akribisch wurde jede Kleinigkeit geplant und die Soldaten, die Pferde gewohnt waren, auf Kamelen ausgebildet. Der Zeitpunkt der Verfolgung wurde in die Reifezeit der Wüstenmelonen gesetzt, die als Wasserreserve für Mensch und Tier wichtig sind.“
Der betreffende Auszug erschien auch als eigenes Büchlein Der Zug des Hauptmann von Erckert (1932). Grimms Buch um den intellektuellen Militär, der in der Realität immer wieder bei engstirnigen Vorgesetzten aneckte, machte von Erckert schon in der Weimarer Republik bekannt. In der Zeit des Nationalsozialismus wurde Friedrich von Erckert schließlich zum Vorbild einer Generation hochstilisiert.
Friedrich von Erckert schrieb selbst unter Pseudonym Artikel für die Zeitung Die Zukunft und trug zum Buch Mit der Schutztruppe durch Deutsch-Afrika (1905) bei, wo er unter dem Pseudonym Simplex Africanus schrieb.
Sein bekanntestes Zitat, ein Sinnspruch, entstammt seinem Tagebuch, was man bei dem Toten fand:
„In erster Linie die größte Selbstachtung – Nichts Gemeines tun, Leib und Seele reinhalten – Sich stets beherrschen; selbstlos, heiter und mutig sein – Sich sagen, daß eine gerade, aufrechte Haltung auch die Äußerung einer geraden Seele ist – Sich an einfachen Dingen erfreuen, nichts Unmögliches verlangen, an ein erreichbares Ziel aber Geduld, Ausdauer, gesammelten Willen wenden – Bleibe nie im Schmutz. Auch der Beste kann gelegentlich hineingeraten, aber darin zu bleiben braucht niemand.“